# Philidris nagasau
Espèce
Philidris nagasau est une espèce de fourmis appartenant à la famille des formicidés et au genre Philidris. Elle est endémique des îles Fidji.
Cette espèce a la particularité de semer les graines des épiphytes sur lesquels elle vit (6 espèce du genre Squamellaria). Il s'agit d'une relation de symbiose, la fourmi a perdu la capacité de construire un nid seule et la plante ne pourrait pas se disperser sans la fourmi.